# Пифон
Пифо́н, или Питон (др.-греч. Πύθων от πύθω «Питон») — в древнегреческой мифологии змей, охранявший вход в Дельфийское прорицалище до занятия его Аполлоном и считавшийся сыном Геи (вариант — Геры). Либо сам Пифон до Аполлона давал прорицания. По его имени была названа Пифия.

## История
Девятью кольцами обвил выси Парнаса, или семь раз обвил Дельфы. Убивая его, Аполлон выпустил либо 100 стрел, либо 1000 стрел. После убийства Аполлон очистился в водах Пенея в Темпейской долине, туда на праздник отправляли священное посольство, чтобы нарубить веток лавра. Аполлон положил его кости в треножник и установил Пифийские игры.

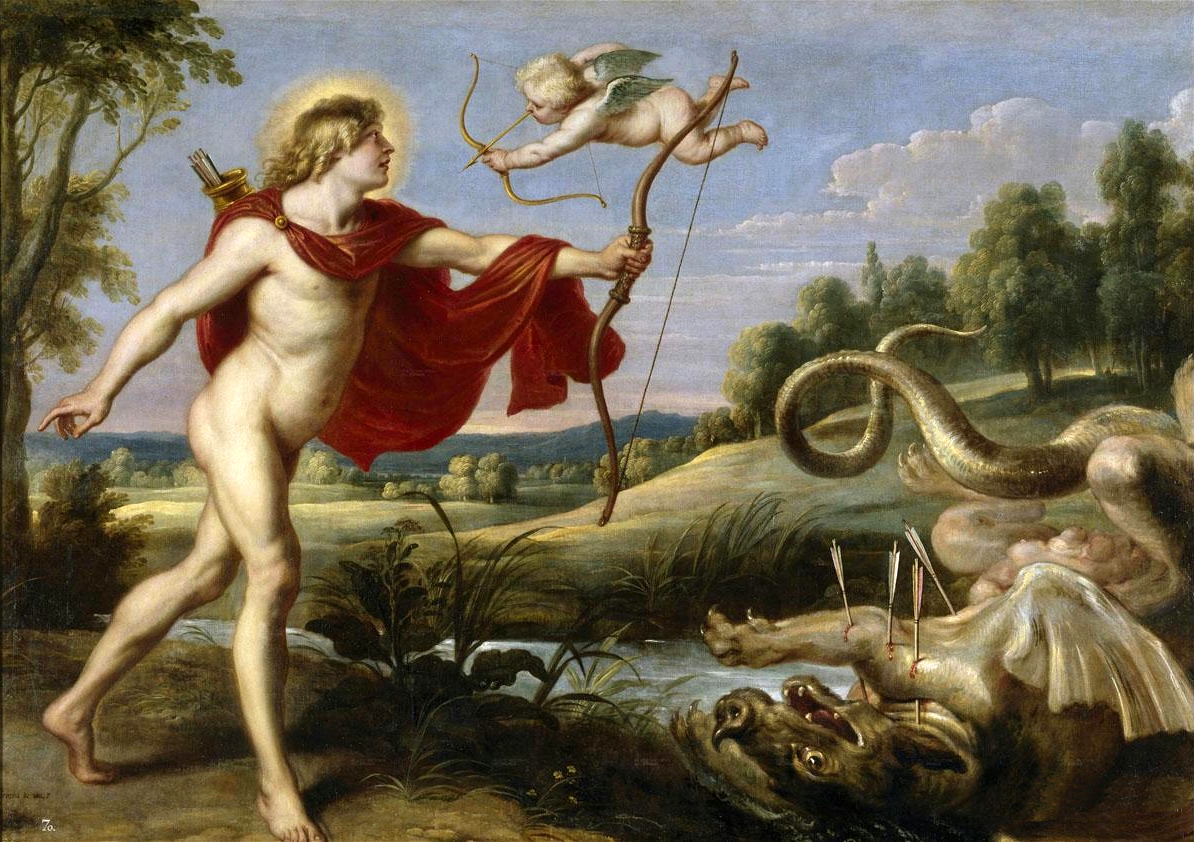
Аполлон и Пифон в форме дракона на картине Питера Пауля Рубенса (1636—1638)

Когда змей сгнил (пифестай), городу дали название Пифон. По другому рассказу, он сгнил в области Локров, отчего тех зовут пахучими.
За убийство Пифона Гея хотела низвергнуть Аполлона в Тартар. В искупление Аполлон должен был 8 лет оставаться в изгнании для умилостивления гнева Земли. Это вспоминалось в Дельфах различными священными обрядами и процессиями.
На каждый девятый год (то есть раз в 8 лет) в Дельфах отмечали праздник Септерий. Потомками Пифона были змеи, жившие в священной роще Аполлона в Эпире.
Самые Дельфы называются в Илиаде Пифо; наоборот, Пифон называется иногда Дельфинием (или Дельфином). Такое имя носит змей в Дельфах, убитый Аполлоном, у Аполлония Родосского и Нонна. Он стал созвездием.
По Меандрию и Каллимаху, в Дельфах жила драконица по имени Дельфина.
По эвгемеристической версии, Пифон — сын Крия, царя Евбеи, разбойник, грабивший святилище бога. Собирался пойти походом на Дельфы. Пророчица Фемоноя предрекла, что Аполлон поразит его стрелой. По истолкованию Эфора, это человек, которого звали Драконом, его хижина сожжена дельфийцами. По толкованию Антипатра из Тарса, миф рассказывает о том, что солнечные лучи уничтожили вредные испарения в сырой местности.
Самое раннее изложение этой легенды содержится в гомеровском гимне «Аполлону Пифийскому».
Считается, что миф о Пифоне и Аполлоне отражает победу олимпийских богов над древними хтоническими божествами.